# فرانتس یوزف یکم
فرانتس یوزف یکم (آلمانی: Franz Joseph I؛ مجاری: I. Ferenc József؛ زادهٔ ۱۸ اوت ۱۸۳۰ – درگذشتهٔ ۲۱ نوامبر ۱۹۱۶) امپراتور اتریش، پادشاه بوهم و مجارستان بود. پس از کناره‌گیری فردیناند یکم در پی انقلاب‌های ۱۸۴۸، برادرزاده‌اش فرانتس یوزف به جای او بر تخت نشست. در سال‌های ‎۱۸۵۹–۱۸۶۶ و در جریان جنگ‌های دوم استقلال ایتالیا، امپراتوری اتریش ناچار شد پادشاهی لمباردی-ونیز را به پادشاهی ساردنی وانهد. پیمان صلح پراگ، پس از جنگ اتریش و پروس در ۱۸۶۶ به محدودیت پادشاهی دودمان هابسبورگ بر سرتاسر سرزمین‌های آلمانی‌نشین انجامید. در سال ۱۸۶۷ امپراتوری اتریش به چهرهٔ یک پادشاهی دوگانه به نام امپراتوری اتریش-مجارستان مبدل شد. در ۱۸۸۹ ولیعهد او رودلف خودکشی کرد و در ۱۸۹۸ همسرش الیزابت ترور شد. خود فرانتس یوزف نیز یک بار از سوءقصد جان سالم به در برده بود. امپراتوری اتریش-مجارستان در زمان او گرایش‌های توسعه‌طلبانه‌اش را به سوی بالکان معطوف داشت، منطقه‌ای که طرف توجه امپراتوری روسیه هم بود. در ۱۸۷۸ بوسنی و هرزگوین ضمیمهٔ خاک اتریش-مجارستان شد، این رویداد سرانجام در ۱۹۰۸ به بحران بوسنی انجامید. در ۱۹۱۴ فرانتس فردیناند جانشین آیندهٔ امپراتوری به دست یک ملی‌گرای صرب کشته‌شد. این ترور با اعلان جنگ امپراتوری اتریش-مجارستان به پادشاهی صربستان و با ورود روسیه متحد صربستان به جنگ جهانی اول منجر شد. با درگذشت فرانتس یوزف در ۱۹۱۶، از آغاز پادشاهی او نزدیک به ۶۸ سال می‌گذشت. پس از مرگ او نوهٔ برادرش کارل به جانشینی رسید.

## جوانی
فرانتس یوزف، نوهٔ فرانتس یکم، امپراتور اتریش بزرگ‌ترین فرزند آرشیدوک فرانتس کارل و آرشیدوشِس سوفی پس از چندین زایمان ناموفق در ۱۸ اوت ۱۸۳۰ به دنیا آمد و به دلیل ضعف جسمی و روحی عمویش فردیناند یکم، به عنوان امید آیندهٔ امپراتوری اتریش همواره در کانون توجه دربار قرار داشت. تا شش سالگی تحت نظر یک تیم مجرب به مدیریت بارونس لوئیس قرار داشت که مهارت‌های لازم زندگی را از قبیل انضباط و مقاومت دربرابر تملق اهل دربار و خودبینی، بیاموزد. پس از شش سالگی تعلیم او توسط کنت هَینتریخ فرانتس در زمینهٔ مذهبی، مهارت‌های زبانی، آداب معاشرتِ آن دوره و هنرهای رزمی و جسمی ادامه پیدا کرد. اصول تعلیم او توسط مادرش سوفی و مترنیخ صدراعظم برنامه‌ریزی شده‌بود. ساعات طولانی درس که در شانزده سالگی از ساعت ۶ صبح تا ۹ شب به طول می‌انجامید؛ از نظر زندگی‌نامه‌نویسان، شالودهٔ شخصیت فرانتس یوزف را به عنوان یک سرباز و خادم دولت ساخته‌است.

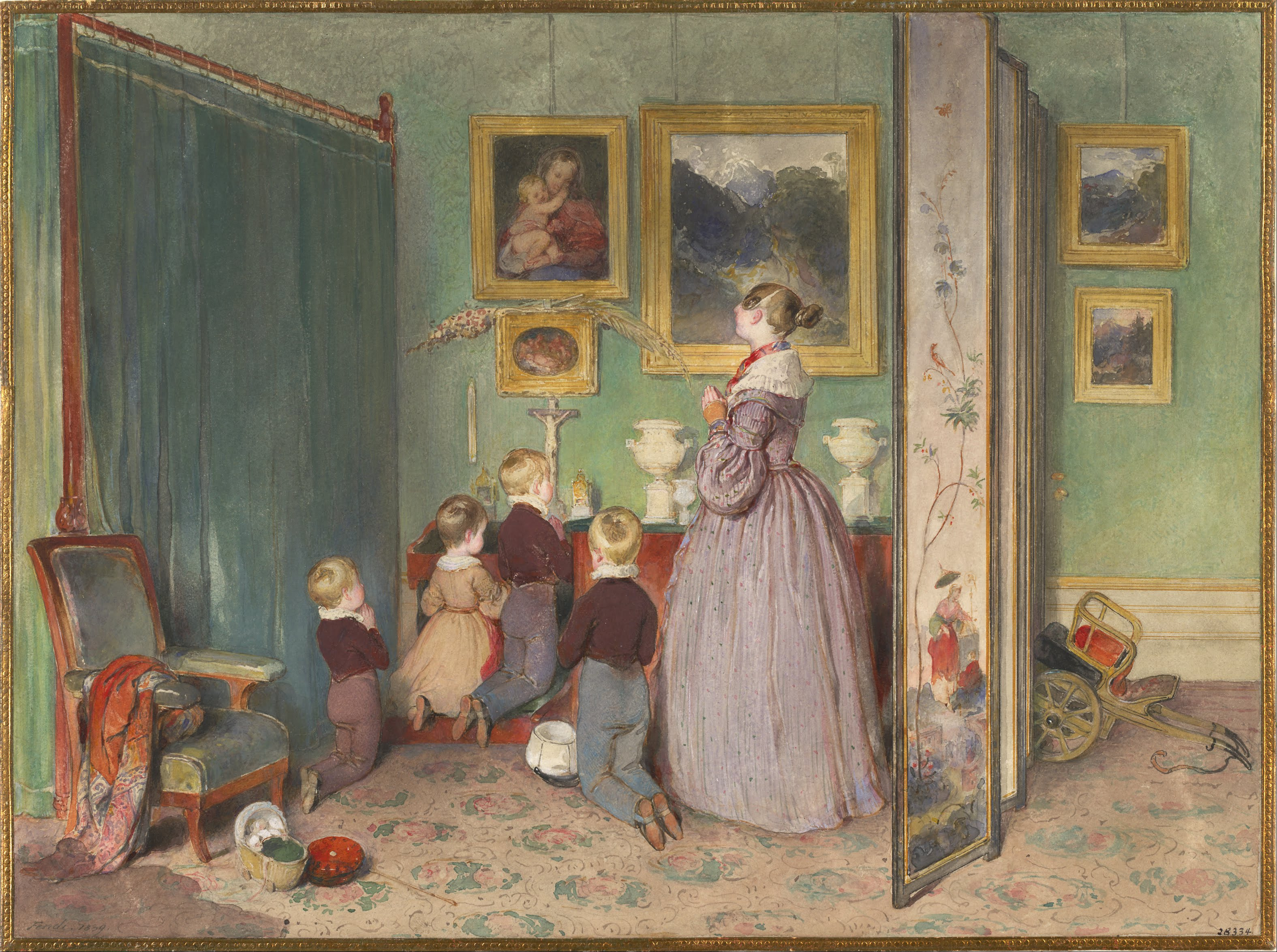
نیایش عصر - سال ۱۸۳۹، اثر پِتِر فِندی
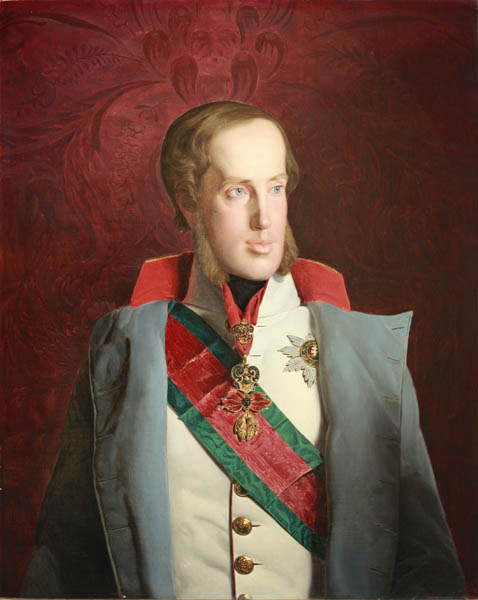
فرانتس کارل، پدر
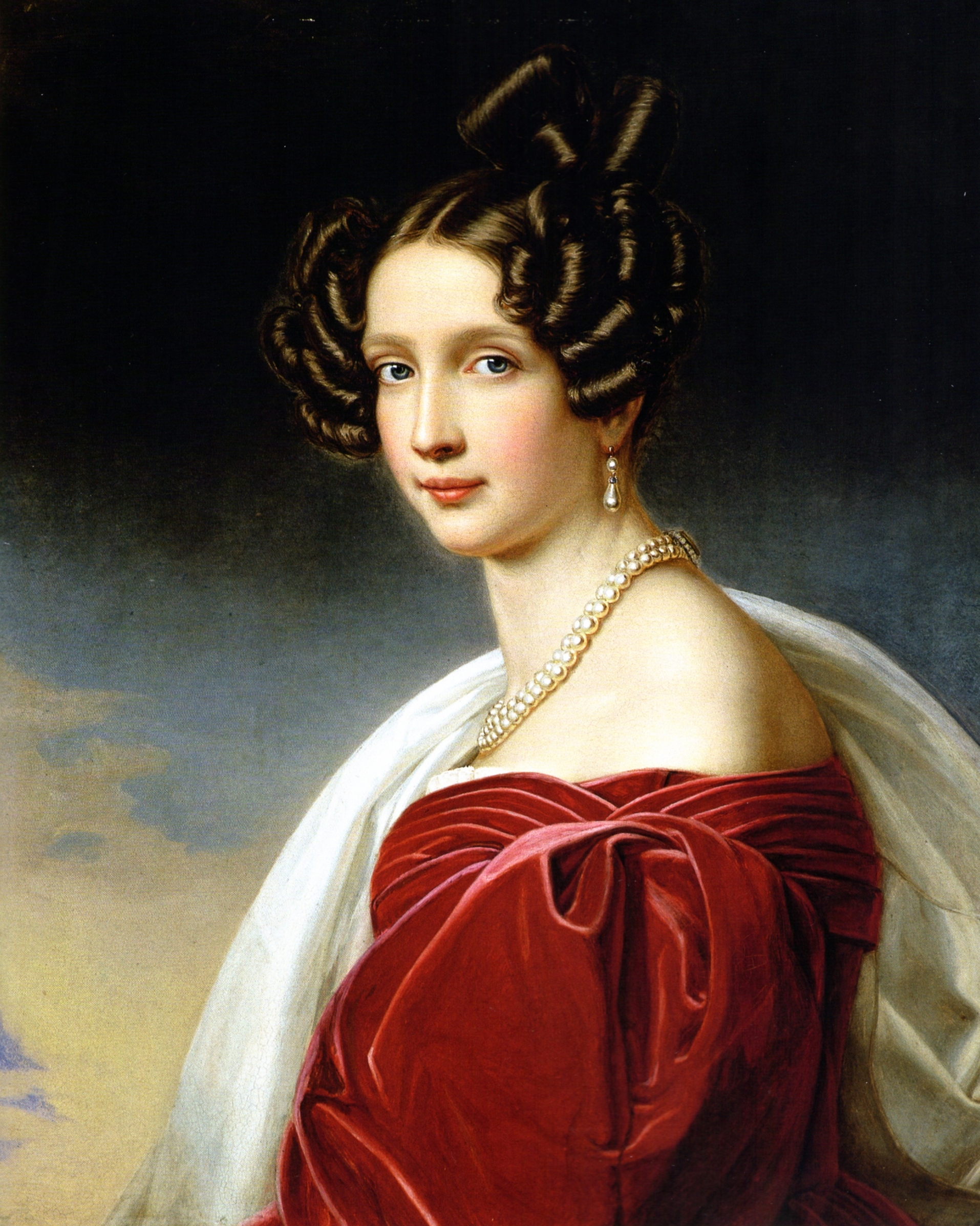
سوفی، مادر
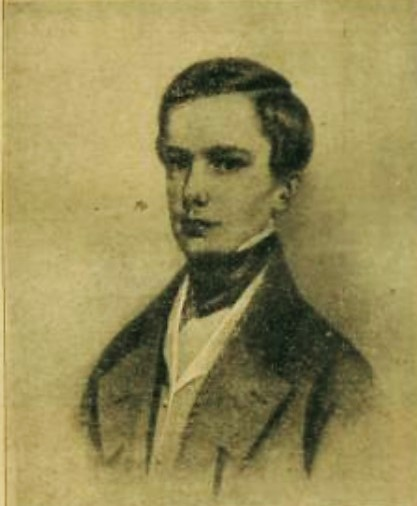
فرانتس یوزف در هفده‌سالگی

## حال‌وهوای ۱۸۴۸

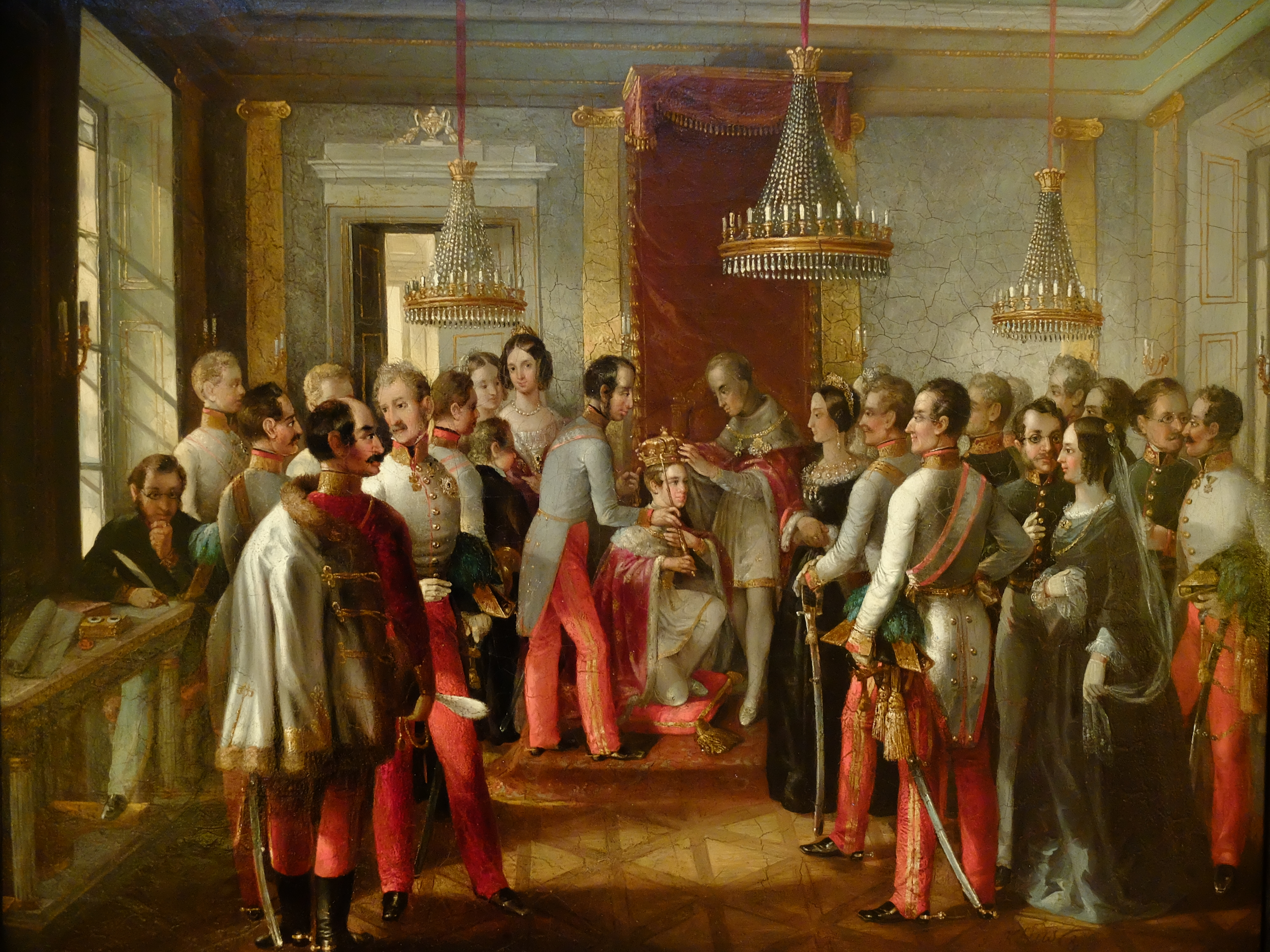
مراسم تاج‌گذاری فرانتس یوزف در ۲ دسامبر ۱۸۴۸ در کاخ اولوموتس - نقاشی از یوزف کلاوس (۱۸۱۲–۱۸۷۷)

فرانتس یوزف زمانی برای امپراتوری آماده می‌شد که اتریش و نیمی از اروپا درگیر انقلاب بود. پس از نبرد واگرام، از مجموعه جنگ‌های ناپلئونی که به شکست اتریش انجامید، مترنیخ توانست با همکاری و ترتیب ازدواج دختر فرانتس یکم با ناپلئون، امپراتوری را نجات دهد. اما پس از افول قدرت ناپلئون، با کنار زدن او رهبری ائتلاف را به‌دست گرفت و به نوعی ارابه‌ران سیاست اروپا در سال‌های آتی شد. در دورهٔ جدیدی که با حضور مترنیخ در اروپا به‌وجود آمد، هرگونه طغیانی در نطفه خفه می‌شد. با کمک ارتش اتریش چندین شورش در پادشاهی‌های دیگر خرد شد. به این دلیل اولین قربانی انقلاب‌های ۱۸۴۸ که با شعار استقلال و لیبرالیسم اروپا را درگرفت، مترنیخ بود. در ایتالیا، گالیسیا و به خصوص در مجارستان، تحت رهبری رادیکالِ لایوش کشوت، قیام‌هایی ملی‌گرایانه شدت پیدا کرد و به دنبال آن چک‌ها و آلمانی‌ها به انقلاب پیوستند. ۱۳ مارس ۱۸۴۸ در وین مقابل کاخ اتریش سفلی دانشجویان با درخواست آزادی بیان، مطبوعات و غیره تظاهرات کردند و آشوب بالا گرفت. انزجار از مترنیخ و درخواست استعفای او باعث شد که خانوادهٔ سلطنتی صلاح را در قربانی کردن او ببیند. در نتیجهٔ این تصمیم مترنیخ همان شب استعفا داد و بدون هیچ کمکی از دربار، به انگلستان گریخت. فرانتس یوزف در ماه مه به نبرد سانتا لوسیا از جنگ‌های استقلال ایتالیا فرستاده شد تا از اغتشاشات به دور باشد که در تمام بهار و تابستان ۴۸ ادامه پیدا کرد. حتی کارل مارکس در ۲۸ اوت به وین سفر کرد تا اهداف انقلاب را روشن‌تر برای کارگران توضیح دهد. در این میان برنامه‌ای سری برای بر تخت نشاندن امپراتور جدید در تدارک بود. در اوائل اکتبر موج جدید خشونت‌ها آغاز شد و خانوادهٔ سلطنتی به اولوموتس پناه برد. وین در اکتبر زیر گلوله‌باران رفت و انقلاب مردم تا ۳۱ اکتبر توسط ژنرال ویندیش-گرِتس و یوسیپ یلاچیچ درهم شکسته شد، در نوامبر جوخه‌های اعدام دیگر مشغول برگرداندن نظم به شهر بودند.

## تاج‌گذاری

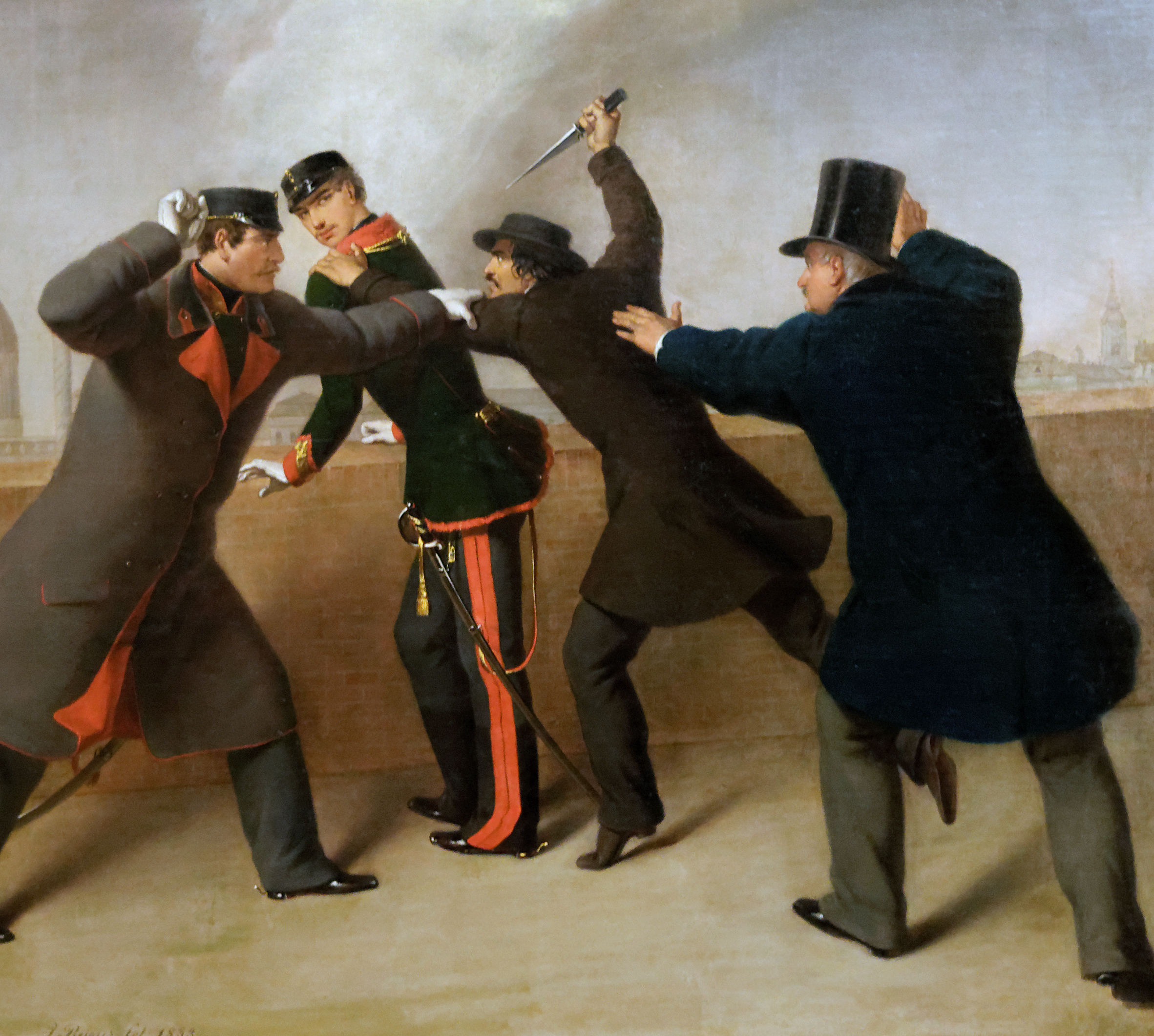
ترور نافرجام فرانتس یوزف - نقاشی از راینار، موزهٔ وین

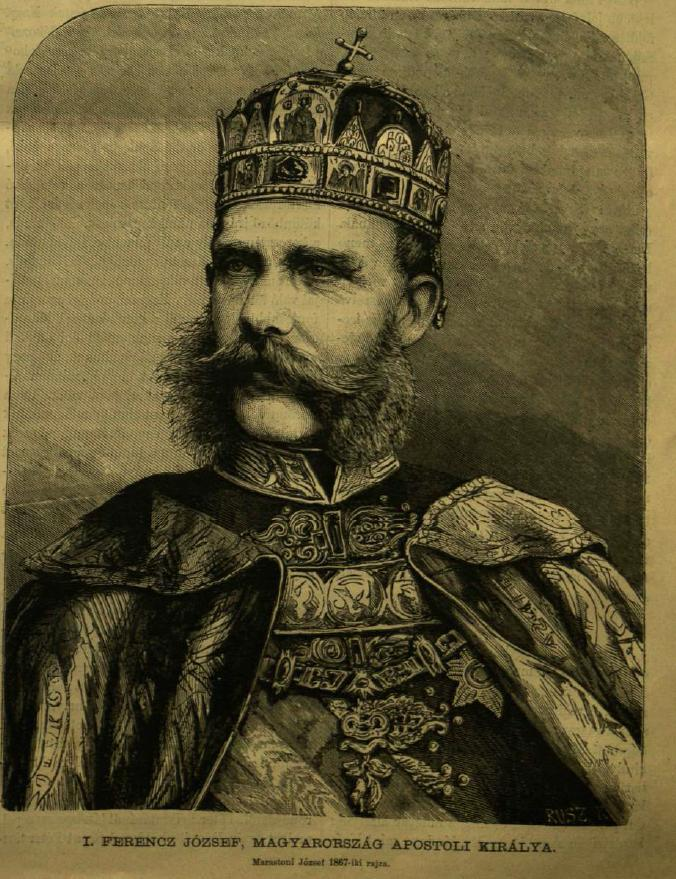
تاج مقدس مجارستان یر سر فرانتس یوزف، خبرنامهٔ یکشنبه ۵ ژوئن ۱۸۹۲.

خانوادهٔ سلطنتی در ۲ دسامبر ۱۸۴۸ در کاخ اسقف اولوموتس برای برگزاری مراسم تاج‌گذاری گرد هم آمدند. در هنگام ادای تشریفات امپراتور جوان، در مقابل عمویش فردیناند یکم که از سلطنت کناره‌گیری کرده‌بود زانو زد. جانشین فردیناند نیز در اصل برادر او، فرانتس کارل، به اصرار سوفی همسرش و به نفع پسر ارشدشان فرانتس یوزف از تاج و تخت انصراف داده‌بود.

لقب امپراتور در ابتدا فرانتس دوم در نظرگرفته شده‌بود و شایستهٔ نوهٔ فرانتس یکم بود، اما کمی پیش از تاج‌گذاری با اضافه کردن نام یوزف که تداعی کنندهٔ اصلاحات گستردهٔ یوزف دوم در قرن هجدهم بود، به فرانتس یوزف یکم تغییر پیدا کرد.

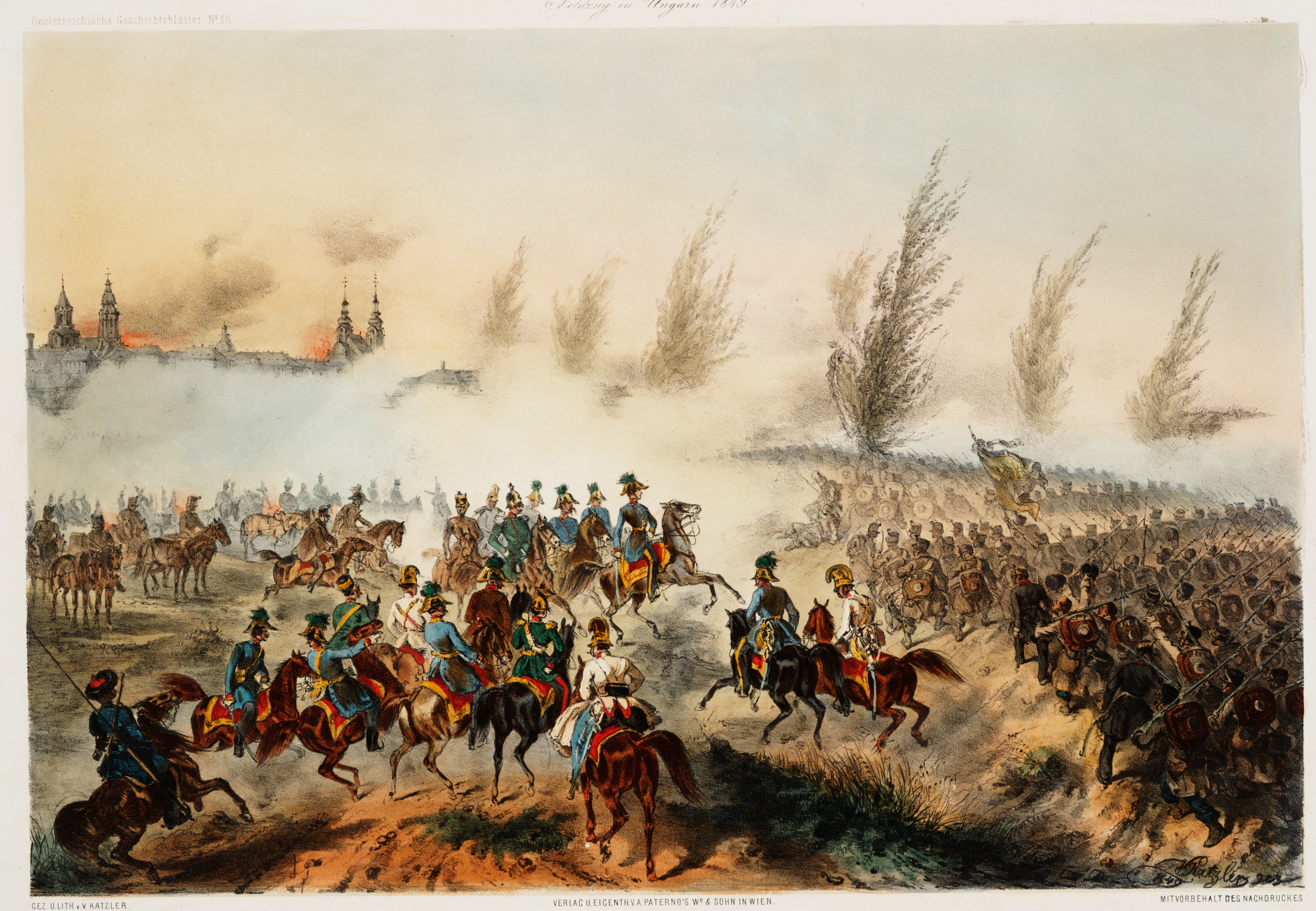
ورود فرانتس یوزف سرلشکر ارتش اتریش به نبرد دیور در ۲۸ ژوئن ۱۸۴۹ - نقاشی از وینتسِنتس کاتسلِر

## جنگ‌های استقلال و پیامدها
از دو چالش پیش روی امپراتور در سالهای آغازین، یکی ملی‌گرایی در سراسر پادشاهی اتریش به‌خصوص در مجارستان و ایتالیا، و دیگری دیِت (مجلس شورا) تأسیس شده در کْرُمیه‌رْژیژ در بحبوحهٔ انقلاب بود. راه‌حلی که فرانتس یوزف و صدراعظم شوارتزن‌برگ برای کنترل شرایط برگزیدند، استفاده از بروکراسی، ارتش و پلیس البته به حکومت مطلقه ختم می‌شد، اما ملی‌گرایی و لیبرالیسم را به‌طور کامل از بین نمی‌برد. در این راستا یکی از اولین اقدامات دولت جدید، انحلال مجلس شورا در ۷ مارس ۱۸۴۹ بود. در بین ملیت‌های زیر پادشاهی نیز که درگیر انقلاب بودند، مجارستان وضع ویژه‌ای داشت به این دلیل که طولانی‌مدت درگیر انقلاب بود و سرکوب آن نیز بسیار سخت. طبق یک قانون قدیمی و مورد قبول شاهان هابسبورگ که به دورهٔ آندراش دوم می‌رسید و به مهر زرین مشهور بود، تنها شاهی که با تصویب مجلس مجارستان تاجگذاری کند، حکمفرمایی مشروع قلمداد می‌شد. از طرف دیگر فرانتس یوزف بیشتر علاقه‌مند بود که مجارستان را از وین و بدون مشورت با اشرافیان لیبرال اداره کند. سرانجام نیز انقلاب مجارستان را تا ۴ اکتبر ۱۸۴۹ و با کمک تزار، نیکلای یکم سرکوب و سران انقلاب را نیز اعدام کرد. با این وجود شرایط کاملاً متفاوتی در ایتالیا حاکم بود و ارتش اتریش خیلی سریع جنگ را در ایتالیا مغلوبه کرد؛ و در نتیجهٔ آن نیز شاه ساردینیا، چارلز آلبرت در ۲۸ مارس ۱۸۴۹ استعفا داد.
مسئولیت زندانی و اعدام کردن‌ها پس از انقلاب مجارستان بر عهدهٔ وزیر کشور، الکساندر باخ گذاشته‌شد. این دوره ‎۱۸۵۰–۱۸۵۹ به دورهٔ هوسارهای باخ مشهور است. رویه‌ای که باخ در پی گرفت کم و بیش به مترنیخ شباهت داشت و به همان اندازه نیز تنفر از مترنیخ را به ارث برد. اما هوسارهای باخ به‌طور کامل نمی‌توانستند استقلال‌خواهی مجارها را از بین ببرند. به دنبال همین سرکوب‌ها در ۱۸ فوریه ۱۸۵۳، سوءقصدی ناموفق به جان فرانتس یوزف از طرف یک مجار به نام یانوش لیبِنیی وارد آمد. هنگامی که امپراتور در اطراف دیوار شهر مشغول قدم زدن بود، ضارب با چاقو از پشت به گردن وی نزدیک می‌شد که با فریاد زنی آگاه شد و توانست نجات یابد.

## سیاست داخلی

### اتریش-مجارستان ۱۸۶۷
قدرت اتریش در سالهای ۱۸۵۰ پس از شرکت در جنگ کریمه، شکست در جنگ دوم استقلال ایتالیا و از دست دادن متحدانش به تدریج رو به زوال گذاشت و سرانجام در ۱۸۶۶ به‌واسطهٔ جنگ اتریش و پروس کاملاً ضعیف شد. فرانتس یوزف در شرایطی که اتریش دیگر نه تنها قدرت نظامی شمارهٔ یک محسوب نمی‌شد- حتی در آستانهٔ فروپاشی قرارگرفته بود -وارد مذاکره با مجارستان شد. مجارستان که پس از نبرد موهاچ در ۱۵۲۶ بخشی از امپراتوری بود، با مصالحهٔ جدید از سرزمینی شبه مستعمره‌ای تبدیل به کشوری تقریباً مستقل می‌شد. طبق گفتهٔ خود فرانتس یوزف، «ما سه نفر به توافق رسیدیم: دئاک، آندراشی و خودم». فرانتس یوزف در ۸ ژوئن ۱۸۶۷ با تاج مقدس مجارستان در بودا تاجگذاری کرد.

### بوهم
در ۱۸۴۸ عموم لیبرال‌های چک، علی‌رغم کارزارهایی به رهبری یوزف واتسلاو فریچ که در تبعید از برلین سعی بر برقراری دولت مستقل در چک می‌کرد، وفادار به امپراتوری باقی ماندند. آنها در ازای این وفاداری انتظار جدی گرفتن خواسته‌های سیاسی خود را داشتند ولی فرانتس یوزف عملاً هیچ قول مشخصی در مورد موضع قانونی بوهم به آنها نداد. ناامیدی اشرافیان چک موقعی به اوج رسید که در سازش اتریشی-مجاری، حقوق دولت بوهم به رسمیت شناخته نشد. اعتراض‌ها، ردِّ پادشاهی دوگانه و یاد کردن از امپراتور به عنوان پادشاه بوهم از سال سازش تا ۱۸۷۱ ادامه پیدا کرد. در این حال بیانیه سلطنتی مبنی بر تاج‌گذاری با تاج بوهم در ۲۶ سپتامبر ۱۸۷۰ صادر شد و حتی بدریخ اسمتانا اپرایی به نام لیبوشه به این مناسبت نوشت. اما در عمل تاج‌گذاری انجام نگرفت و در دیدارهای رسمی همواره از فرانتس یوزف با عنوان پادشاه بوهم تاجگذاری نکرده یاد می‌شد. مسئلهٔ بوهم تا زمان مرگ امپراتور حل ناشده باقی ماند.

## سیاست خارجی

### آلمان
عموماً امپراتورهای مقدس روم (لقب رسمی امپراتور آلمان از ‎۱۴۵۲ تا انحلال آن در ۱۸۰۶) به استثنای یک وقفه پنج‌ساله همواره پادشاهان هابسبورگ بودند. یکی از اهداف فرانتس یوزف هم به‌دست آوردن تاج امپراتوری آلمان بود، که وحدت آلمان آن را امری دست‌نیافتنی کرد. پیش از وحدت آلمان دو جناح تشکیل شده‌بود که یکی عنایت به دربرداشتن اتریش (نظریهٔ آلمان بزرگ) و دیگری نظر به حذف اتریش (نظریهٔ آلمان کوچک) داشت. در مقابل این نقطه نظر که نباید یک ایالت هشت میلیونیِ آلمانی در امپراتوری آلمان نادیده گرفته شود، بخشی از روشنفکران معتقد بودند که اتریش در واقع ملتی کثیرالمله و نه آلمانی است. در صورت پیروزی نظریهٔ آلمان بزرگ تاج آن قاعدتاً به امپراتور اتریش تعلق می‌گرفت. اقدامات اقتدارگرایانه‌ای که در سرکوبی انقلاب‌های ۱۸۴۸ و ۱۸۴۹ از جانب سیستم فرانتس یوزف انجام گرفته‌بود؛ یکی از دلایل مهم حذف اتریش در وحدت آلمان است. پارلمان فرانکفورت ویلهم یکم را برای امپراتوری انتخاب کرد، ولی اگر به فرانتس یوزف چنین پیشنهادی داده می‌شد، او رد می‌کرد. چون معتقد بود پادشاهی ارثی، برکت الهی و بر پایهٔ اطاعت مردم است.

### بوسنی و هرزگوین

واگذاری نوی پازار به عثمانی باعث جدایی صربستان و مونته‌نگرو شد.

به دنبال جنگ روس و عثمانی در ‎۱۸۷۷–۱۸۷۸ و پیمان برلین به پشتیبانی دولت انگلیس، شرط شده‌بود که استان‌های عثمانیِ بوسنی و هرزگوین می‌بایست توسط اتریش-مجارستان اشغال و تحت ادارهٔ آن درآید. با وجود آنکه دو طرف انگلستان و اتریش-مجارستان تصور دیگری به غیر از اشغال دائم نداشتند ولی با سرباز زدن سفیر عثمانی از امضاء پیمان‌نامه، متن قرارداد تغییر کرد و در آن ذکر شد که «حق حاکمیت سلطان بر استان‌ها تحت تأثیر قرار نخواهد گرفت، … و جزئیات بیشتر اشغال پس از اتمام کنگرهٔ برلین مشخص خواهد شد.» در خلال اتحاد مجمع سه امپراتور، در سال ۱۸۸۱ طبق یکی از متمم‌ها اتریش-مجارستان حق‌الحاق استانها در هر لحظه که خود مناسب بداند را برای خود محفوظ نگاه می‌داشت. روسیه، که علاقه‌مند به سیطرهٔ بلغارستان بود، هیچ اعتراضی نکرد و این توافق تا سال ۱۸۹۷ برجا ماند؛ ولی پس از آن نیکلای دوم این مسئله را دوباره مورد سؤال قرار داد. در سال ۱۹۰۸ مجدداً توافقی حاصل شد و روسیه در ازای تردد کشتی‌های جنگی در تنگه داردانل و تنگه بسفر با الحاق بوسنی و هرزگوین و سنجاق نُوی پازار موافقت کرد. این توافق بین دو وزیر خارجه اتریش-مجارستان و روسیه: اِرِنتال و ایزوولسکی و بدون اطلاع تزار شروع شد و در ادامه با الحاق بوسنی به خاک اتریش-مجارستان، واگذاری نُوی پازار به عثمانی و استقلال بلغارستان، نارضایتی صربستان و روسیه را به همراه داشت و به بحران بوسنی و متعاقباً جنگ جهانی اول انجامید.

### ممالک محروسه ایران
فرانتس یوزف و ناصرالدین‌شاه که تقریباً هم‌سن بودند، هر دو در سال ۱۸۴۸ تاج‌گذاری کرده‌اند.
ناصرالدین‌شاه در اولین سفری که به اروپا داشت، به دعوت فرانتس یوزف از نمایشگاه بین‌المللی ۱۸۷۳ وین بازدیدی کرد. در این نمایشگاه از صنایع دستی و متاع نفیس ایرانی نمونه‌هایی به نمایش گذاشته شده‌بود.شاه در این سفر علاوه بر ضیافت شام و شکارگاه فرانتس یوزف، به اپرای وین نیز رفت، از افواج اتریشی سان دید و با سیاستمداران در مورد خرید اسلحه و استخدام اهل فن گفتگو کرد. نتیجهٔ این مذاکرات تحول پست داخلی، راه‌اندازی پست ایران-اروپا و چاپ اولین تمبر پستی در ایران بود. ایران در اول سپتامبر ۱۸۷۷ به مؤسسهٔ اتحادیه جهانی پست پیوست.
فرانتس یوزف در دومین دیدار شاه از اتریش در ۱۸۷۸ هم، از او و همراهانش به‌گرمی استقبال کرد. یکی از مهم‌ترین نتایج این سفر ایجاد روابط سیاسی و رسمی دو کشور با انتصاب نریمان‌خان قوام‌السلطنه به عنوان اولین وزیر مختار ایران در اتریش-مجارستان بود. از دیگر نتایج این سفر می‌توان به استخدام افسران و معلمان نظامی، خریداری اسلحه به منظور سامان دادن به قشون و وزارت نظمیه اشاره کرد که دوام زیادی پیدا نکرد و ناکام ماند.

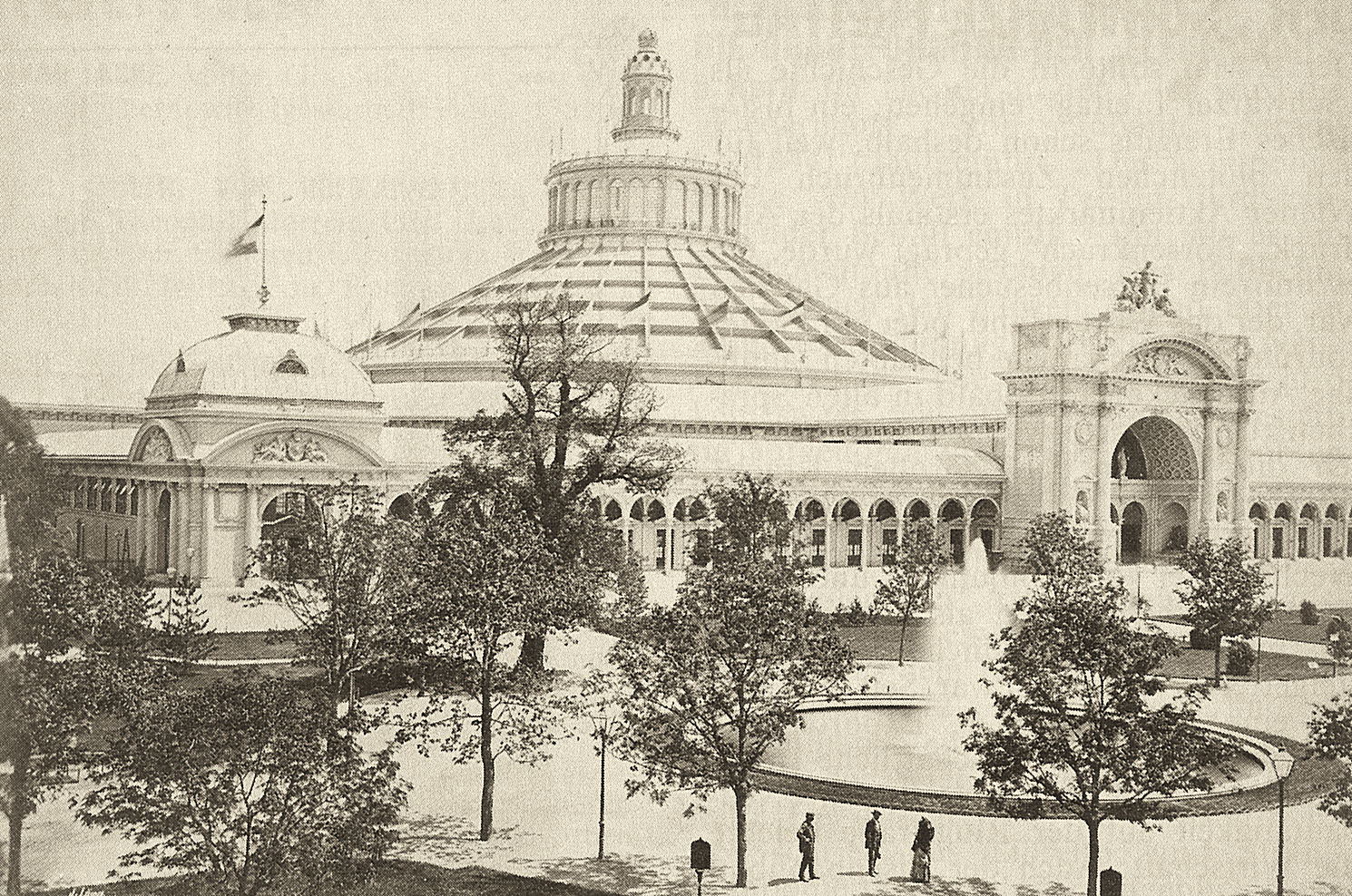
ساختمان روتونده[ز] بزرگترین گنبد دنیا که برای نمایشگاه وین ساخته شد.
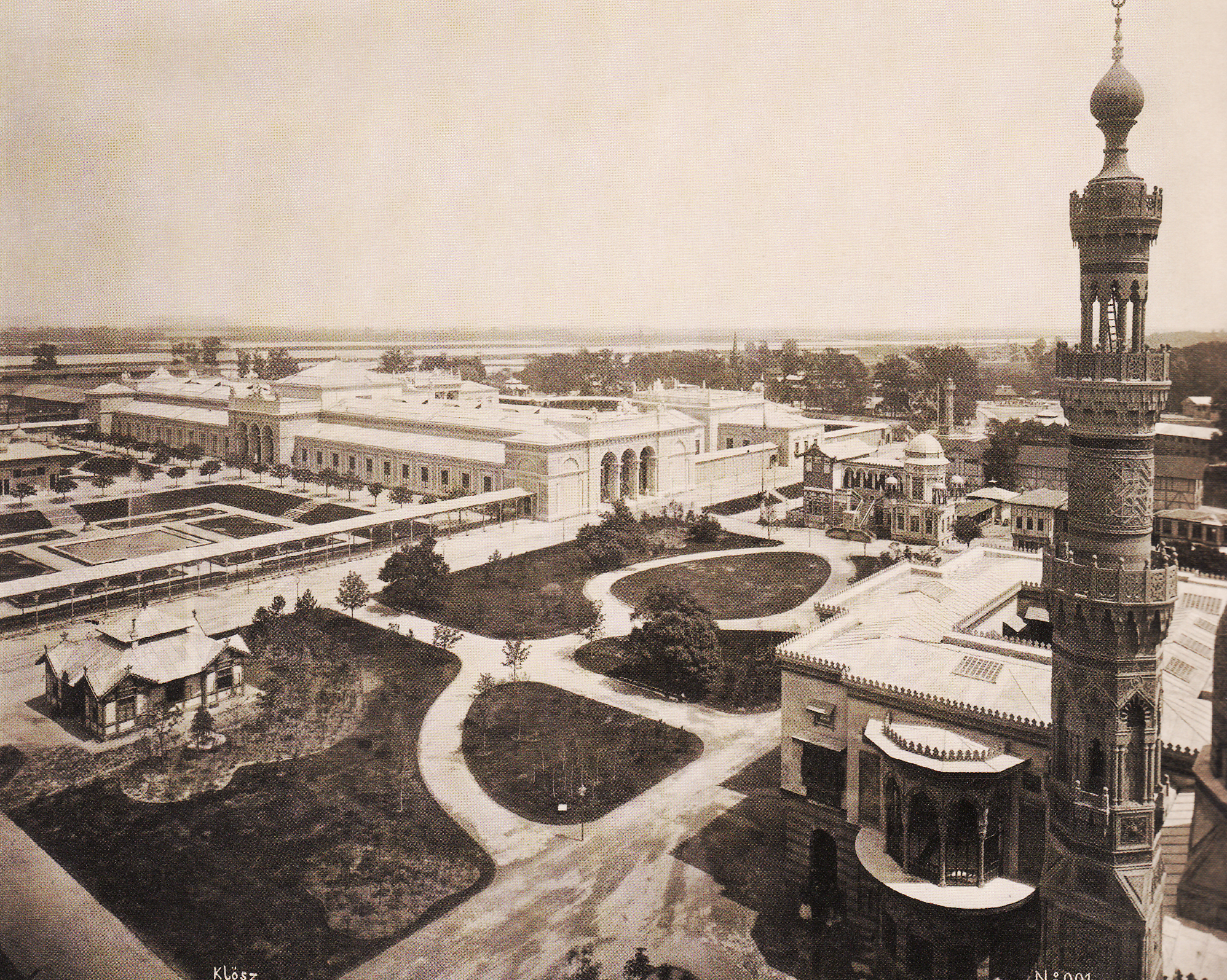
سالن ژاپن و منارهٔ عثمانی در نمایشگاه وین
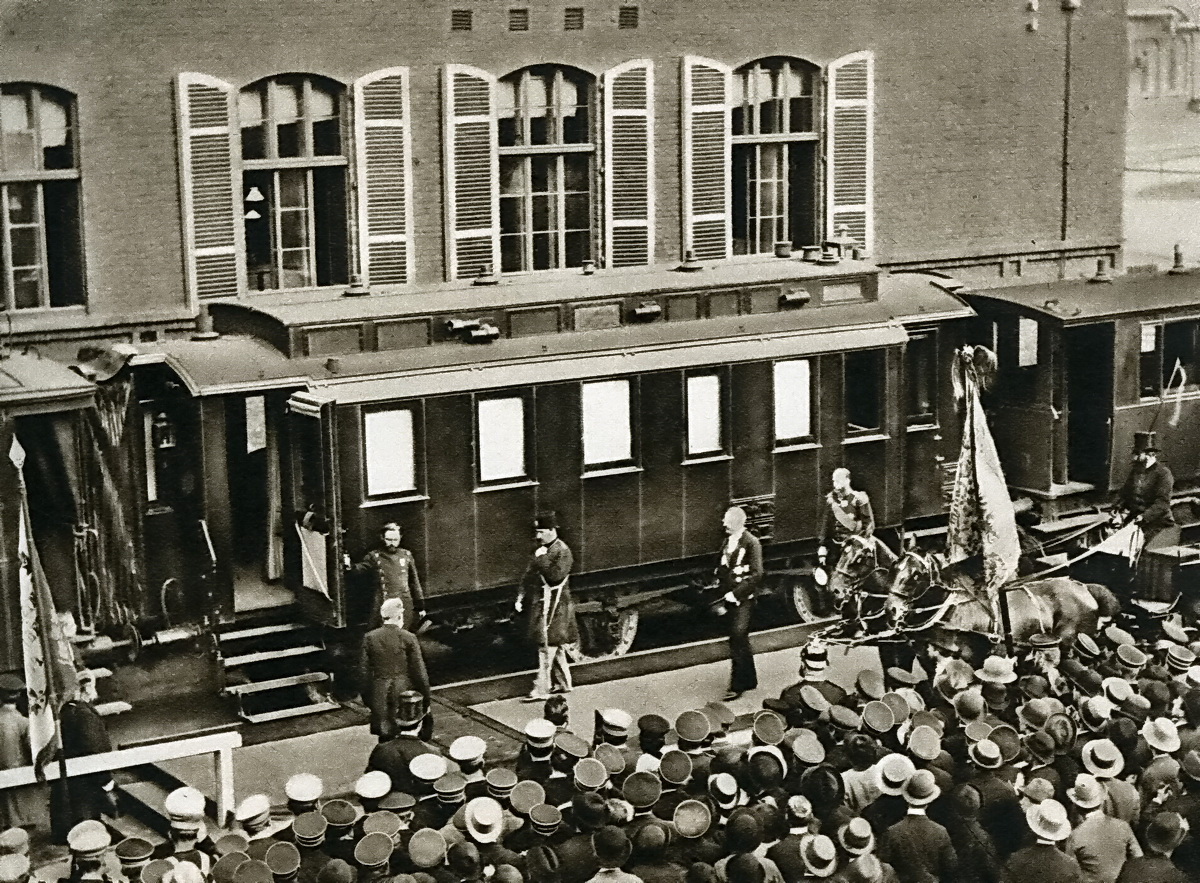
ناصر الدین شاه پس از بازدید از کارخانه‌ای در اسن، در سومین سفرش به اروپا - پیش از شوار شدن به قطار ویژهٔ خود.

## شروع جنگ جهانی اول

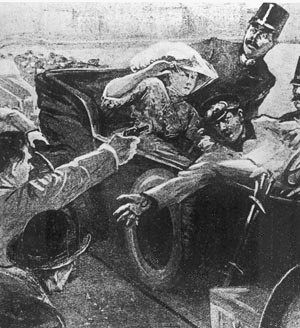
نقاشی شده توسط یک هنرمند ناشناس روزنامه اتریشی

برادرزادهٔ فرانتس یوزف و وارث تاج و تخت، آرشیدوک فرانتس فردیناند و همسرش سوفی خوتک در ۲۸ ژوئن ۱۹۱۴ در سارایوو توسط گاوریلو پرنسیپ، یک صرب از بوسنی و عضو گروه ملی‌گرا و انقلابی دست سیاه ترور شدند. آرشیدوک فرانتس فردیناند یک کاتولیک ثابت قدم بود که چک‌ها و لهستانی‌های امپراتوری را خوش نداشت، به متحدان وین از جمله ایتالیا بی‌اعتماد بود و از همتایان مجار تا حدی تنفر داشت که کرکره‌های قطار شخصی خود را هنگام عبور از مجارستان پایین نگاه می‌داشت. تصمیم او پس از تاجگذاری به مهار قدرت مجارها و بازگرداندن قدرت مرکزی زمان شوارتزن‌برگ بود. پس از ترور او، تعداد کمی در وین به سوگش نشستند، حتی فرانتس یوزف که از ازدواج ناهم‌تراز او ناراضی بود با از دست دادن وارث خود سوگوار نشد.
بوسنی در ۱۹۰۸ ضمیمهٔ اتریش-مجارستان شده‌بود ولی اعضای سازمان صرب-کرووات دست سیاه می‌خواستند اسلاوهای جنوبی را از حاکمیت خارجی آزاد کرده و در کشور جدید یوگسلاوی متحد کند. آنها سلاح‌های خود را از سازمان اطلاعاتی ارتش صربستان دریافت کرده و در بلگراد آموزش دیده بودند، اگرچه دولت صربستان در این ماجرا دخیل نبود. اتریش-مجارستان درصدد بود که با بهره‌گیری از موضوع ترور، جنگ را آغاز کند و درخواست‌های سرسختانه‌ای را طی اولتیماتومی در ۲۳ ژوئیه به صربستان صادر کرد که به بحران ژوئیه منجر شد. برآورده‌سازی تمامی خواسته‌ها برای صربستان محال می‌نمود و جنگ جهانی اول با امضای فرانتس یوزف در ۲۸ ژوئیه آغاز شد. بدین ترتیب اتریش-مجارستان برای حفظ خود و جلوگیری از پان اسلاویسم ملی‌گرایانه تصمیم به حذف مسئلهٔ صربستان و ورود به جنگ گرفت.

## زندگی شخصی
فرانتس یوزف معشوقه‌های زیادی نداشت ولی دو نفر شایان ذکر است. یکی آنا نااوفسکی (‎۱۸۶۰–۱۹۳۱) زنی شوهردار بود که اولین بار در ۱۸۷۵ هنگام پیاده‌روی در کاخ شون‌برون با امپراتور ملاقات کرد و ارتباط آن دو تقریباً بی‌وقفه تا ۱۸۸۸ ولی بسیار محتاطانه ادامه پیدا کرد. اینکه رابطهٔ آن دو تنها دوستی ساده نبوده را تنها از روزانهٔ نااوفسکی می‌توان دریافت که در جایی توصیفی از لباس زیر امپراتور داده‌است. او در زمان قطع رابطه باردار بود و دختری به نام هلن به دنیا آورد که احتمال می‌رود فرزند فرانتس یوزف بوده باشد و بعدها با آلبان برگ آهنگساز اتریشی ازدواج کرد.
روابط فرانتس یوزف با کاتارینا شرات (‎۱۸۵۳–۱۹۴۰) به زمانی برمی گردد که وی حتی به آنا نااوفسکی نیز ارتباط داشت. بر اساس شایعات آن زمان، این ارتباط را الیزابت ترتیب داده بود تا همسرش هنگام سفر تنها نباشد. این رابطه در سراسر پادشاهی مشهور و عشقی افلاطونی تصویر شده بود.

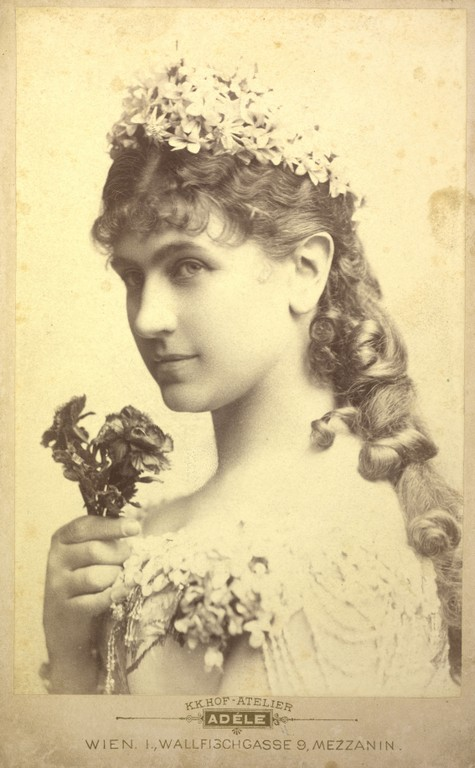
کاترینا شرات حدود سال ۱۸۸۰
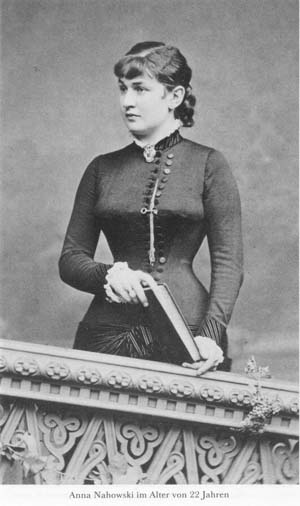
آنا نااوفسکی - سال ۱۸۸۸ در ۲۲ سالگی
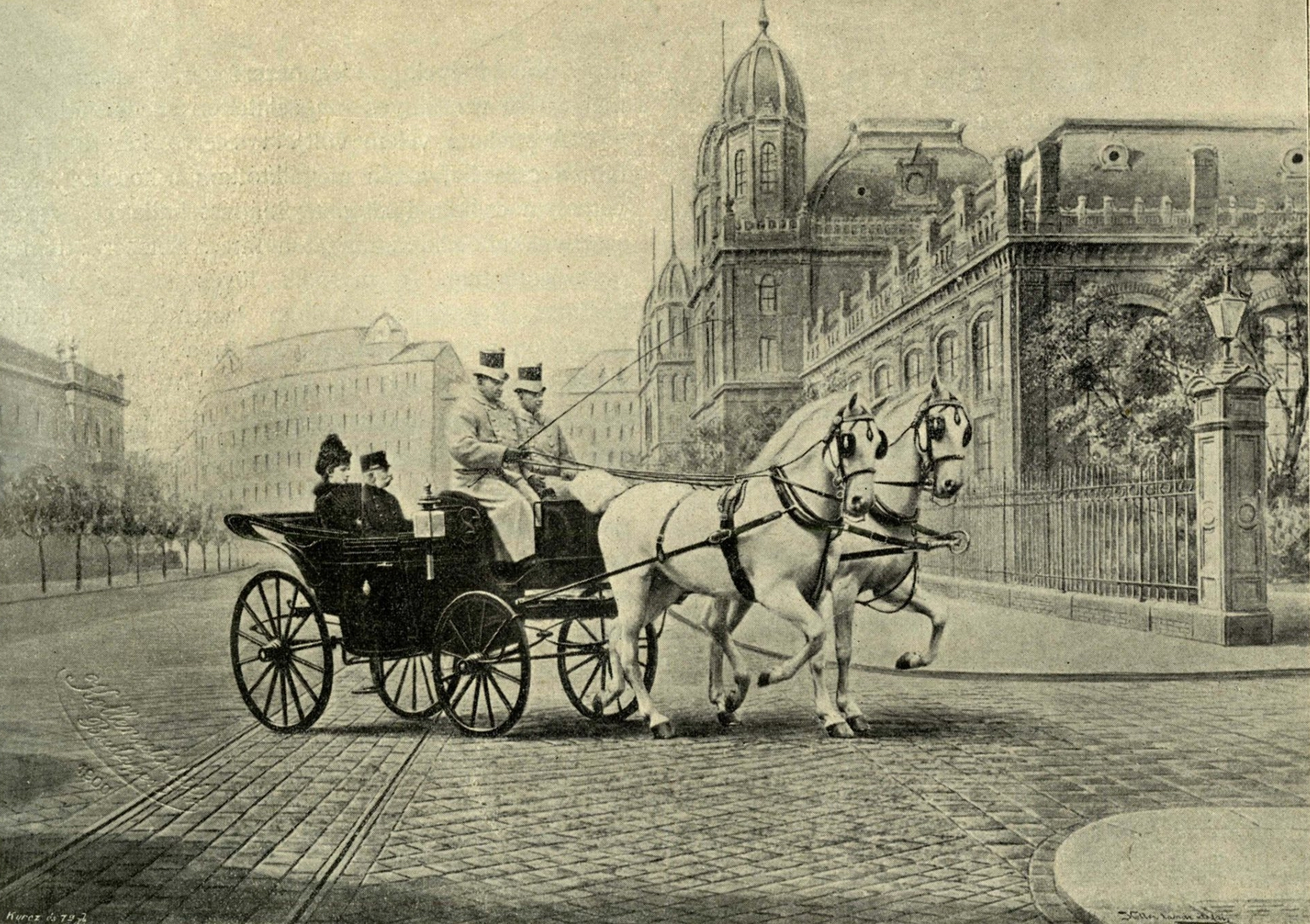
ملکه الیزابت همراه همسرش در آخرین بازدید بوداپست - اکتبر ۱۸۸۹

مراسم ازدواج فرانس یوزف و سی‌سی

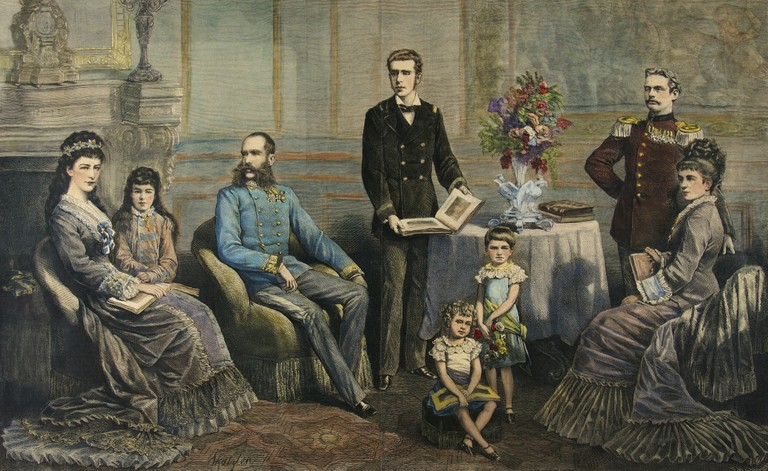
پرترهٔ خانوادگی

### ازدواج و فرزندان
در ۱۸۵۳ الیزابت به همراه مادر و خواهرش هِلِنه برای دیدار با فرانتس یوزف به باد ایشل سفر کردند. هلنه دختر خالهٔ فرانتس یوزف یکی از کاندیدهای ازدواج بود. با این وجود فرانتس یوزف دل به خواهر کوچک‌تر، سی‌سی نامی که خانواده و فرانتس یوزف به کار می‌بردند، بسته‌بود و با او که در آن زمان پانزده سال داشت نامزد کرد. آنها در هفت عصر روز ۲۴ آوریل ۱۸۵۴ در وین ازدواج کردند. زندگی زناشویی آنها در طولانی مدت خوشایند نبود، سی‌سی به دلیل اختلاف با خانوادهٔ سلطنتی مدت زمان زیادی را دور از وین و مادر شوهرش سوفی می‌گذراند.
چهار فرزند حاصل این ازدواج بوده‌است، اولین دختر آنها در دو سالگی درگذشت:
|  | نام        | تاریخ                          | یادداشت |
|  | ---------- | ------------------------------ | --- |
|  | سوفی       | ۵ مارس ۱۸۵۵ – ۲۹ آوریل ۱۸۵۷    | در دو سالگی بر اثر بیماری تیفوس درگذشت.                                                                              |
|  | گیزلا      | ۱۲ ژوئیهٔ ۱۸۵۶ – ۲۷ ژوئیهٔ ۱۹۳۲  | در سال ۱۸۷۳ با لئوپولد بایر ازدواج کرد که چهار فرزند ماحصل آن ازدواج بود.                                            |
|  | رودولف     | ۲۱ اوت ۱۸۵۸ – ۳۰ ژانویه ۱۸۸۹   | تنها پسر فرانتس یوزف و سی‌سی، وارث تاج و تخت، در ۳۰ سالگی خودکشی کرد. او یک دختر از همسرش شاهزاده استفانی بلژیک داشت. |
|  | ماری والری | ۲۲ آوریل ۱۸۶۸ – ۶ سپتامبر ۱۹۲۴ | کوچک‌ترین فرزند که در مجارستان به‌دنیا آمد. در سال ۱۸۹۰ با فرانتس سالواتور ازدواج کرد و ده فرزند به‌دنیا آورد.          |

### وارث تاج و تخت

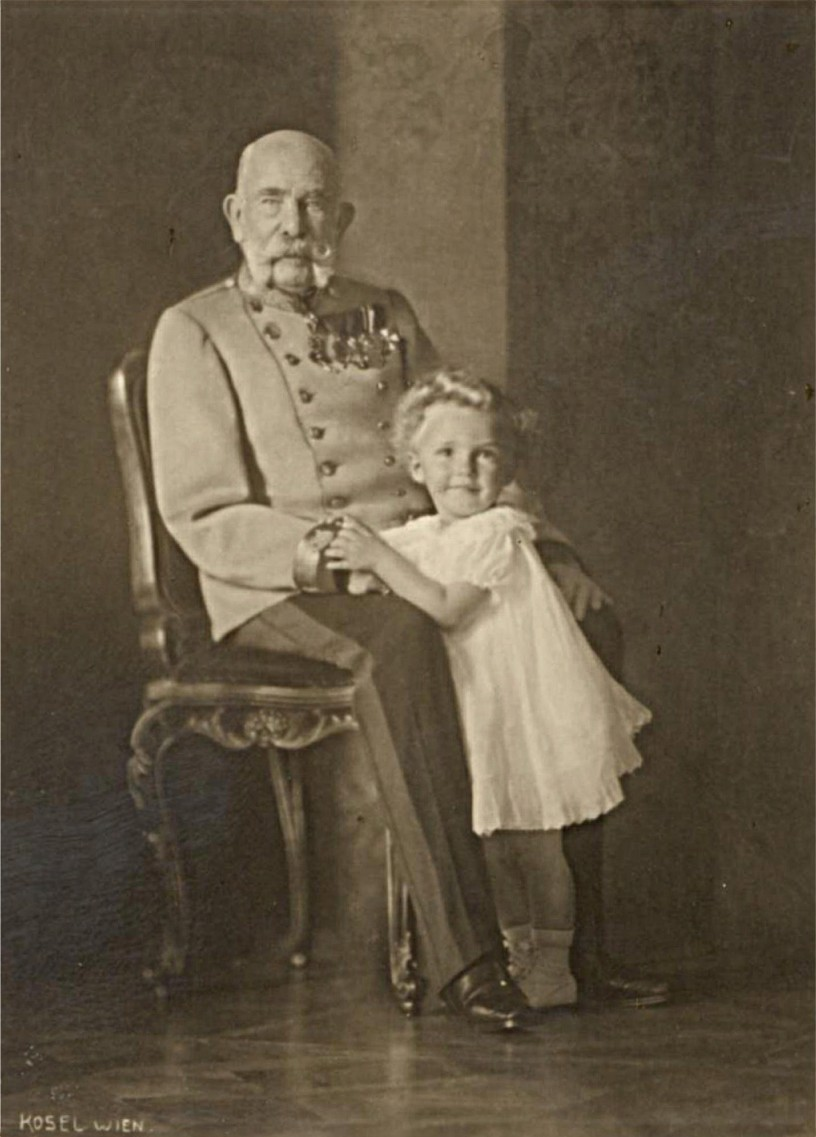
فرانتس یوزف با اتو فن هابسبورگ دو ساله (نوهٔ برادرزاده‌اش، آرشیدوک اوتوی اتریش و پسرِ کارل.)

خانوادهٔ فرانتس یوزف متحمل دو حادثه غم‌انگیز شد که به معنای عزای عمومی نیز بود. تنها وارث تاج و تخت، رودولف، پس از کشتن معشوقهٔ خود، بارونس ماری وتسرای ۱۷ ساله در ۱۸۸۹ در کلبهٔ شکار مایرلینگ خودکشی کرد. چند سال بعد نیز سی‌سی در ۱۸۹۸، توسط آنارشیستی ایتالیایی به نام لوئیجی لوکنی، در ژنو به قتل رسید.
با مرگ رودولف، ولیعهدی به برادر امپراتور، آرشیدوک کارل لودویگ و پس از درگذشت او در ۱۸۹۶ به فرزندش آرشیدوک فرانتس فردیناند رسید. روابط فرانتس یوزف با فشار برادرزاده‌اش برای نفوذ بیشتر در امور، مدام به تنش کشیده می‌شد. به‌خصوص او ازدواج فرانتس فردیناند با سوفی خوتک، که از خانوادای اشرافی ولی نه عضو هیچ‌یک از خاندان سلسلهٔ پادشاهی در اروپا بود را هرگز نبخشید، در جشن ازدواج، نه خود و نه هیچ‌یک از آرشیدوک‌ها شرکت نکردند و دو فرزند پسر فرانتس فردیناند را نیز از ارثِ تاج و تخت محروم کرد. پس از ترور ولیعهد در سارایوو، اظهارات امپراتور گواهی می‌دهد که مرگ فرانتس فردیناند را «رهایی از نگرانیی بزرگ» قلمداد کرده‌است.

### درگذشت

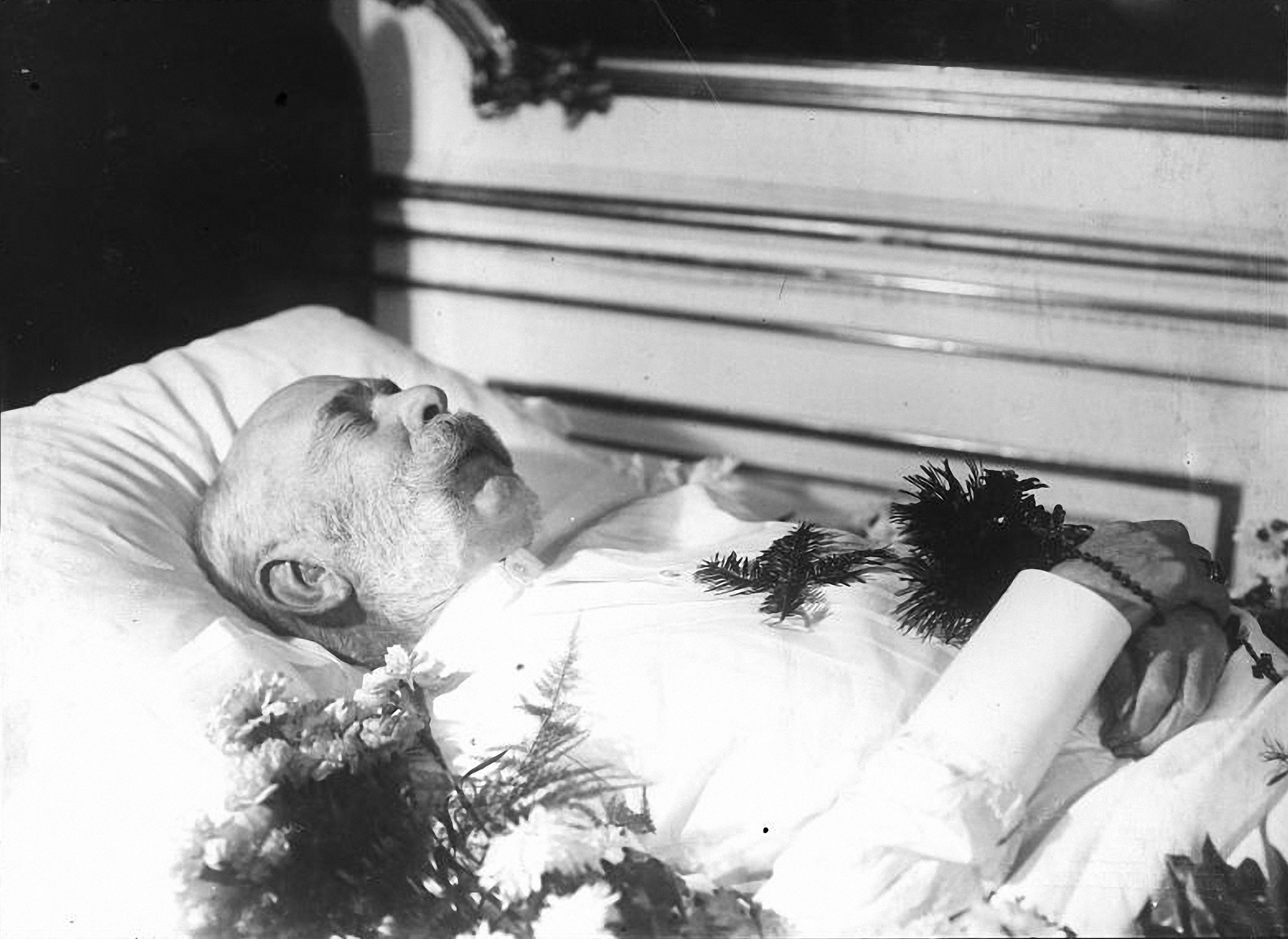
در بستر مرگ

فرانتس یوزف در شامگاه ۲۱ نوامبر ۱۹۱۶ در سن ۸۶ سالگی به علت ابتلا به سینه‌پهلو در کاخ شون‌برون درگذشت. پس از درگذشت او وارث مقدر نوهٔ برادرش کارل، جانشین او شد، که تا سال ۱۹۱۸ و تا فروپاشی امپراتوری سلطنت کرد. فرانتس یوزف در گورابه سلطنتی در وین دفن شده‌است.

## میراث
سه مکان در جهان: سرزمین فرانتس یوزف در شمالگان روسیه، یخچال طبیعی فرانتس یوزف در جزیره جنوبی نیوزیلند و جزیره فرانتس یوزف در شهرستان شکودر در آلبانی به افتخار او نام‌گذاری شده‌است.
فرانتس یوزف در ۱۸۷۲ دانشگاه فرانتس یوزف را در شهر کلوژ-نپوکا که در آن زمان بخشی از اتریش-مجارستان با نام کُلُژوار بود، تأسیس کرد. این دانشگاه پس از اینکه کُلُژوار به رومانی داده شد، به شهر سِگِد در مجارستان منتقل و تبدیل به دانشگاه سگد گردید.
هر ساله نزدیک ۱۸ اوت سالروز تولد فرانتس یوزف، فستیوال مردمی اروپای مرکزی در فریولی ونتزیا جولیا در شمال شرقی ایتالیا برگزار می‌شود که مربوط به موسیقی و رقص، شراب، غذا و لباس‌های سنتی و فولکلور از کشورهای قدیم امپراتوری اتریش است.
فرانتس یوزف اشتیاق فراوانی برای شکار داشت، او ۵۵٬۰۰۰ گوزن، بز کوهی، سیاه‌خروس جنگلی و گراز وحشی در عمر خود شکار کرده‌بود.

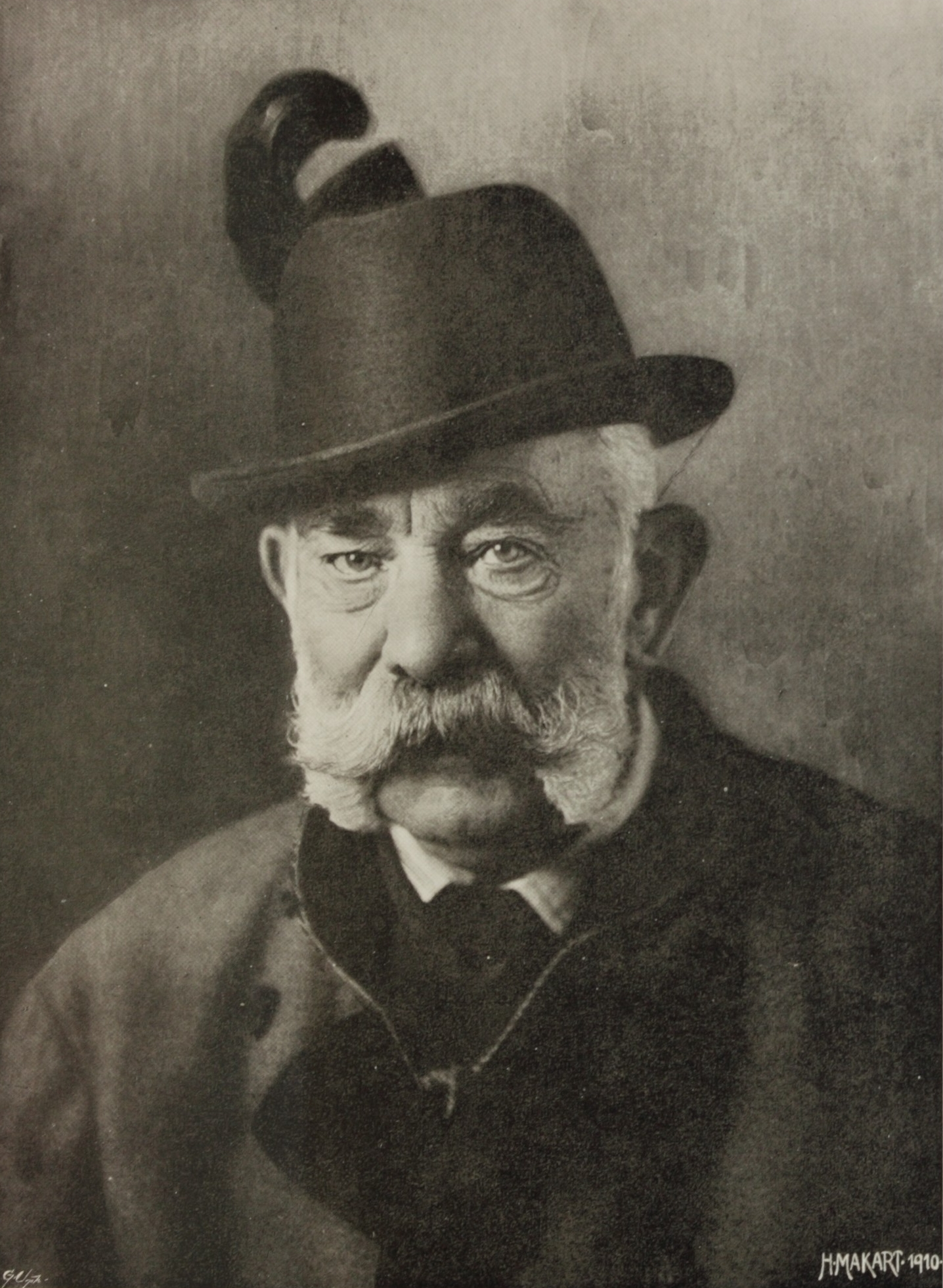
در لباس شکار
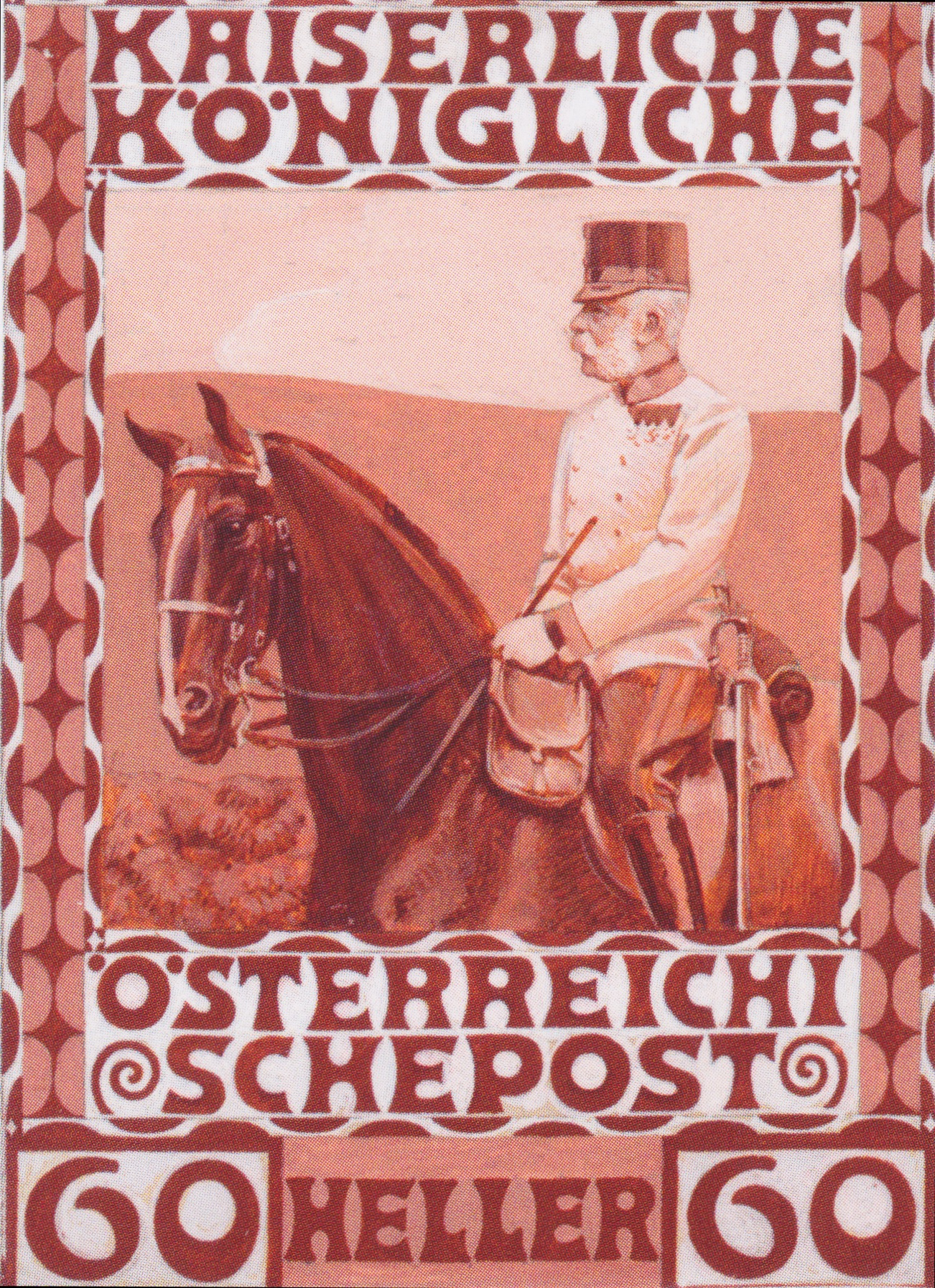
تمبر سالگرد امپراتوری اتریش
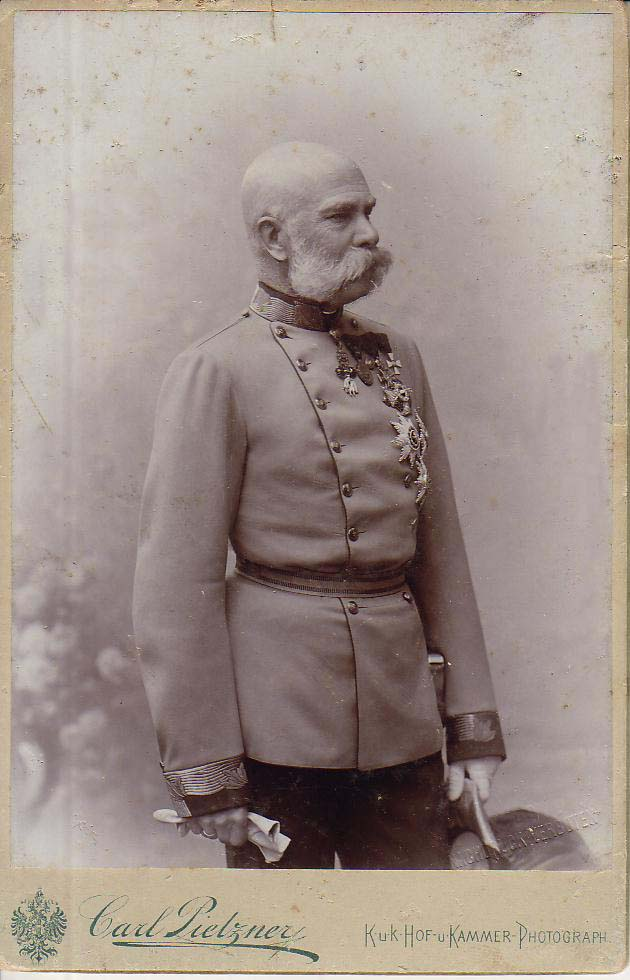
سال ۱۸۸۵
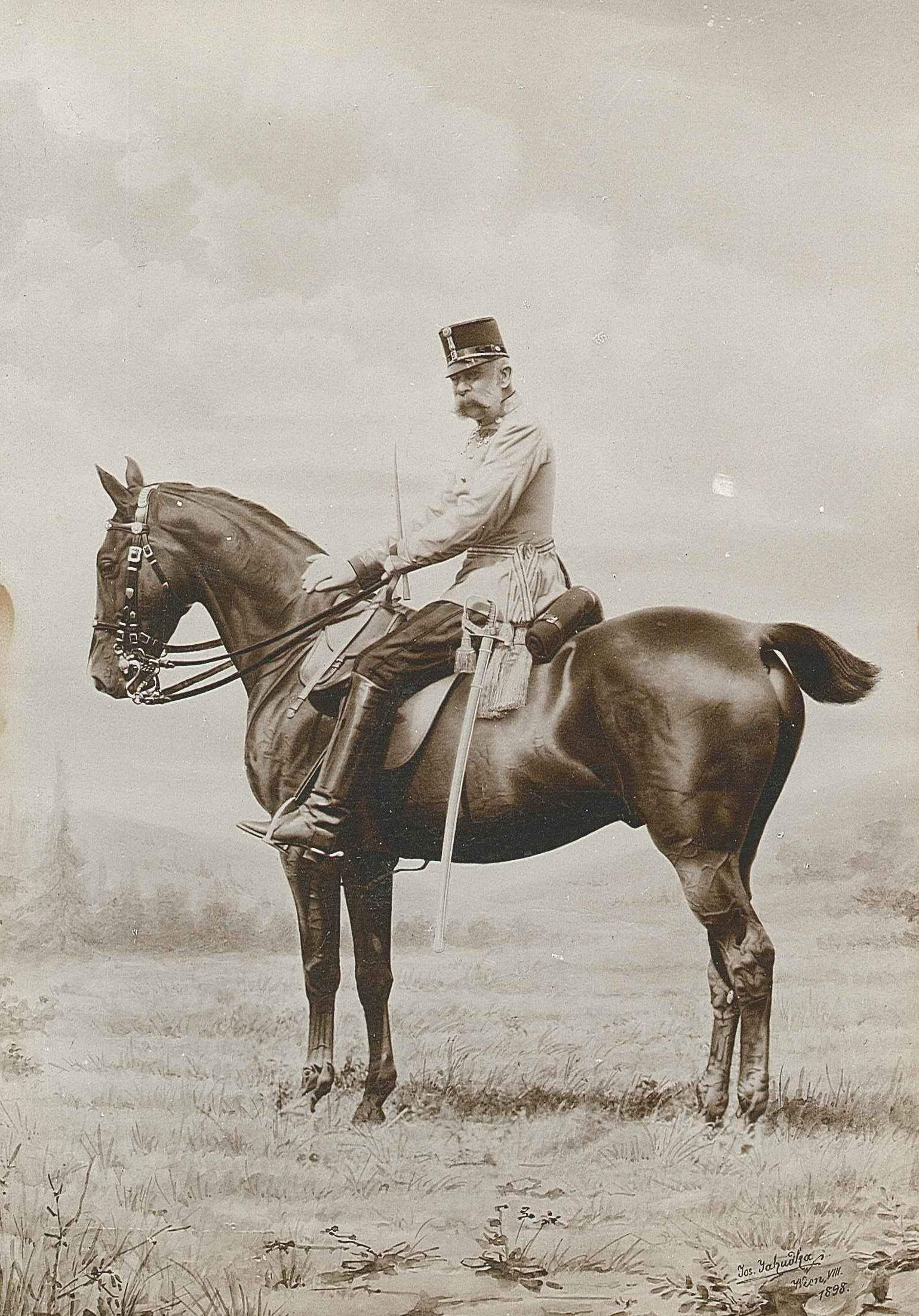
سوار بر اسب

## نام‌ها
1. ↑  Franz Karl von Österreich
2. ↑  Sophie Friederike von Bayern
3. ↑  Louise von Sturmfeder
4. ↑  Heinrich Franz von Bombelles
5. ↑  Palais Niederösterreich
6. ↑  Windisch-Grätz
7. ↑  Felix zu Schwarzenberg
8. ↑  Alexander von Bach
9. ↑  János Libényi
10. ↑  Libuše
11. ↑  Alois Lexa von Aehrenthal
12. ↑  Alexander Izvolsky
13. ↑  Rotunde
14. ↑  Felix zu Schwarzenberg
15. ↑  Anna Nahowski
16. ↑  Katharina Schratt
17. ↑  Helene in Bayern
18. ↑  Sophie Friederike von Österreich
19. ↑  Gisela von Österreich
20. ↑  Leopold von Bayern
21. ↑  Stephanie von Belgien
22. ↑  Marie Valerie von Österreich
23. ↑  Franz Salvator von Österreich-Toskana
24. ↑  Mitteleuropa